# واوریلس
واوریلس (به فرانسوی: Vaureilles) یک کمون در فرانسه است که در Canton of Montbazens واقع شده‌است.

## خصوصیات
واوریلس ۱۴٫۲۴ کیلومترمربع مساحت و ۴۹۹ نفر جمعیت دارد و ۵۰۸ متر بالاتر از سطح دریا واقع شده‌است.